# Jezioro Dziadkowskie
Jezioro Dziadkowskie – jezioro w Polsce, położone w powiecie gnieźnieńskim, w gminie Mieleszyn.
Wąskie jezioro o długości o 3,6 km i o średniej szerokości 0,2 km jest połączone z jeziorem Zioło. Nad jeziorem znajdują się takie miejscowości jak Kowalewo i Dziadkowo (od którego pochodzi nazwa jeziora). Jezioro otoczone jest od północy lasami, a od południa obszarami leśnymi.